# Xenacanthiformes
Die Xenacanthiformes sind eine ausgestorbene Gruppe äußerlich haiähnlicher Knorpelfische, die vom Unterdevon bis in die Obertrias fossil überliefert sind und im Süßwasser lebten. Sie werden deshalb auch als „Süßwasserhaie“ bezeichnet. Fossilien dieser Fische sind in Europa, Nord- und Südamerika und Australien gefunden worden. 

## Merkmale

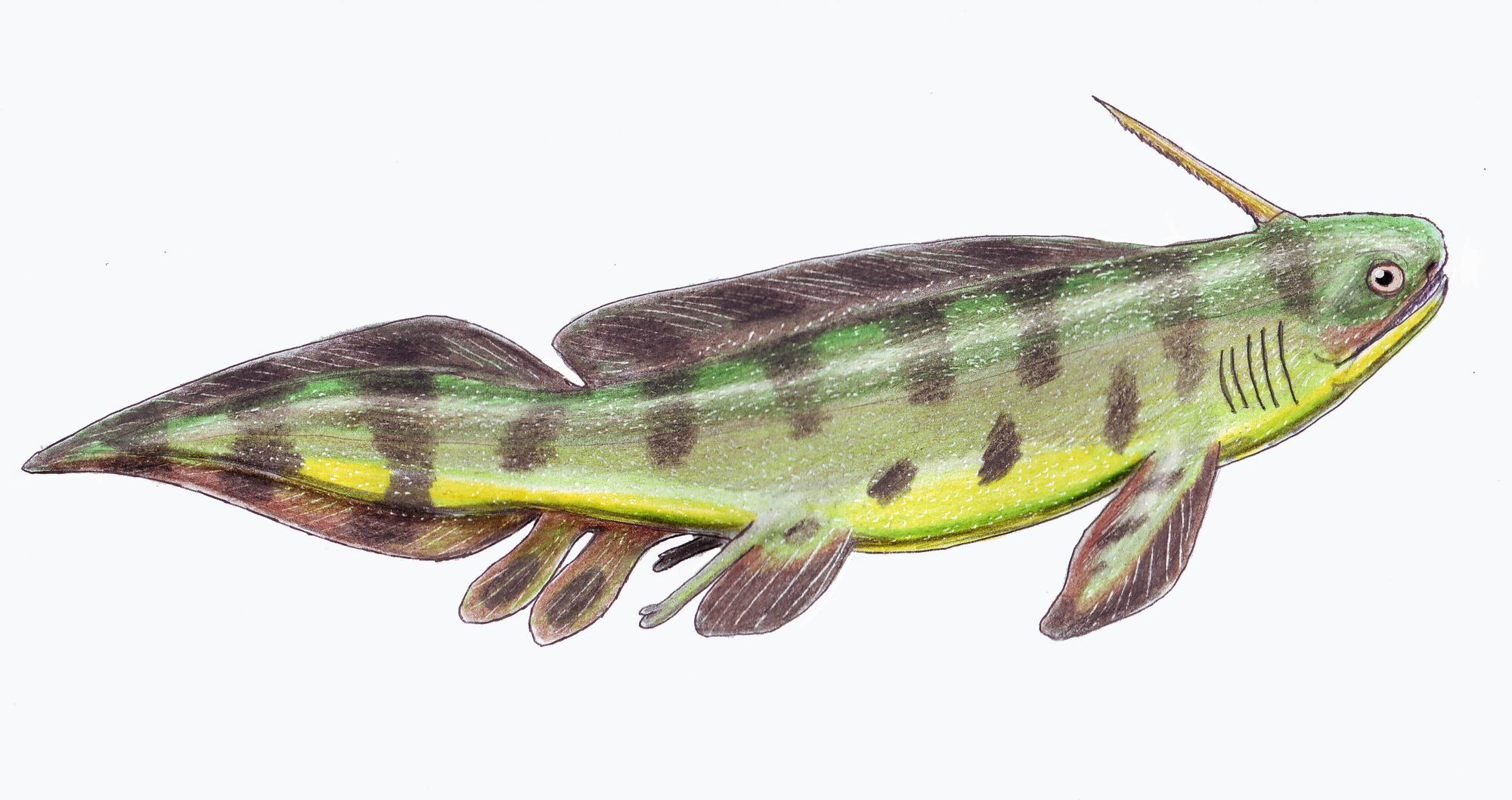
Expleuracanthus gaudri, Lebendrekonstruktion

Die Xenacanthiformes zeigten die typische stromlinienförmige langgestreckte Gestalt der Haie, hatten jedoch anders als diese eine gerade (diphycerke), lange, mit einem Flossensaum aus zusammengewachsener Rücken- und Afterflosse besetzte Schwanzflosse. Am oberen Hinterende des Schädels befand sich ein langer Kopfstachel. Sie hatten fünf verschieden lange Kiemenbögen. Bei einigen fossilen Exemplaren finden sich dicht hinter den Bauchflossen lange paarige bewegliche Fortsätze. Dies sind die Pterygopodien oder Klaspern, die Begattungs- bzw. Halteorgane männlicher Knorpelfische, die bei der Paarung das Weibchen fixieren, bis das Sperma übertragen ist.

## Systematik

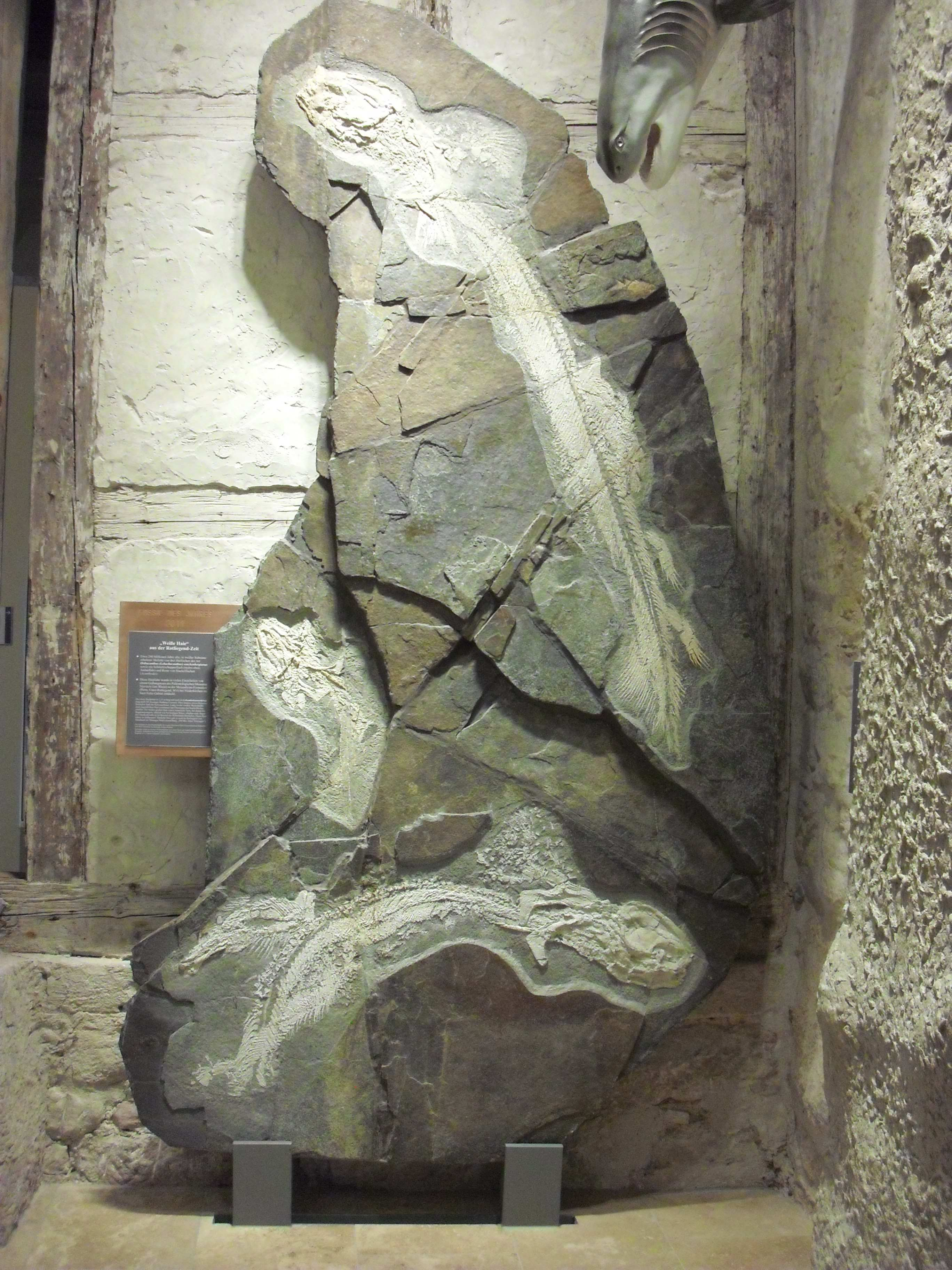
Drei Individuen von Orthacanthus (Lebachacanthus) colosseus aus dem Unterrotliegend des Saar-Nahe-Beckens (Meisenheim-Formation) ausgestellt im Naturhistorischen Museum Schleusingen. Ausgewählt als Fossil des Jahres 2011.

- Diplodoselachidae Dick, 1981
  - Diplodoselache
- Xenacanthidae Fritsch, 1889
  - Anodontacanthus
  - Antarctilamna
  - Bohemiacanthus
  - Bransonella
  - Diacranodus
  - Expleuracanthus
  - Orthacanthus
  - Phricacanthus
  - Platyacanthus
  - Pleuracanthus
  - Triodus
  - Xenacanthus